# Пащенко Євген Олександрович
Пащенко Євген Олександрович  (нар. 21.3.1960, м. Київ) — український науковець в галузі хімічного матеріалознавства, доктор технічних наук, професор (2015), досліджує фізико-хімічні механізми формування  та деградації композиційних матеріалів на основі полімерів та стекол на різних ієрархічних рівнях, від молекулярних за масштабом ділянок полімерних структур, активних центрів поверхні твердого тіла, до міжфазової поверхні в наповнених композитах. Практична сторона дослідницької діяльності спрямована на розробку абразивних (алмаз, КНБ) та антифрикційних композитів та покриттів на основі термостійких органічних та елементоорганічних полімерів[джерело не вказане 1906 днів]. Коло наукових інтересів включає створення теоретичних основ та технологій одержання адаптивних композиційних матеріалів, здатних до зворотної зміни будови та властивостей в змінних зовнішніх умовах, поглиблення розуміння особливостей поведінки збудженої речовини в умовах високої густини енергії в зоні тертя чи абразивного різання, вивчення авто хвильових та кооперативних хімічних та деформаційних процесів в енергетично-збудженому твердому тілі[джерело не вказане 1906 днів].
З 2012 року - завідувач наукового відділу Технології формування структурованих інструментальних композитів Інституту надтвердих матеріалів ім. В.М. Бакуля .

## Освіта
У 1983 році закінчив з відзнакою Київський політехнічний інститут (НТУ України «КПІ»), нині КПІ ім. Ігоря Сікорського.[джерело не вказане 1906 днів]о.
У 1986 р. Пащенко Є.О. закінчив аспірантуру при Інституті надтвердих матеріалів ім. В.М. Бакуля Національної академії наук України за спеціальністю «Процеси і машини обробки матеріалів різанням; автоматичні лінії», та захистив кандидатську дисертацію «Алмазовмісткі композити на основі пірогенного кремнезему» зі спеціальності 05.02.01: матеріалознавство в машинобудуванні / Ін-т надтвердих матеріалів АН УРСР.
У 1996 р. Пащенко Є.О. в  Національному технічному університеті України "Київський політехнічний інститут" захистив дисертацію на ступінь Доктора технічних наук на тему "Фізико-хімічні основи отримання та контактної деструкції полімер-кремнеземних абразивних композитів по спеціальності"  (05.17.11 - Технологія тугоплавких неметалічних матеріалів) .

## Наукова, викладацька та виробнича діяльність
З 1983 р працює в Інституті надтвердих матеріалів ім. В.М. Бакуля[джерело не вказане 1906 днів] - науковим співробітником (1987)[джерело не вказане 1906 днів], у 1989-1992 рр. - докторант ІНМ[джерело не вказане 1906 днів], потім старший науковий співробітник (1992)[джерело не вказане 1906 днів], провідний науковий співробітник (1996)[джерело не вказане 1906 днів], завідувач лабораторії (2005)[джерело не вказане 1906 днів], з 2012 р - завідувач відділу «Фізико-хімії і технології композиційних абразивних матеріалів, розробки і застосування інструментів з них».
З  2015 р. Пащенко Є.О.- член  спеціалізованої вченої ради Д 26.230.01 при Інституті надтвердих матеріалів ім. В.М. Бакуля, також є заступником Голови Вченої ради  Інституту надтвердих матеріалів ім. В.М. Бакуля[джерело не вказане 1906 днів].
У 1998 р. Пащенко Є.О. присвоєно вчене звання старшого наукового співробітника.
З 1999 р.[джерело не вказане 1906 днів] працює  Професором Кафедри хімічної технології композиційних матеріалів  Національний технічний університет України "Київський політехнічний інститут імені Ігоря Сікорського" , де викладає курс лекцій «Хімія і фізика полімерів».
Член редакційної колегії науково-теоретичного журналу України «Надтверді матеріали» .

## Напрямки досліджень
Розробка абразивних композитів, а також матеріалів і покриттів широкого призначення з порошків алмазу і кубічного нітриду бору з використанням зв'язуючих різної фізико-хімічної природи, вивчення і інженерія структури і функціональної поведінки композиційних матеріалів.

## Визнання та наукові результати
Нагороджений Грамотою Верховної Ради України (2011) та Почесною Бакулевською медаллю - «За комплекс розробок композитів інструментального та абразивного призначення на основі надтвердих матеріалів з полімерними сполучними» (2012)[джерело не вказане 1906 днів].
Під його керівництвом підготовлено та захищено чотири дисертаційні роботи кандидатів  наук: Лажевська О.В. (2006), Закусило Р.В. (2010), Савченко Д.А. (2014), Гаврилова В.С.(2019)[джерело не вказане 1906 днів].
Автор понад 200 наукових публікацій, в т.ч. шість книг та монографій, 36 винаходів, 2 методичних посібників для студентів і аспірантів[джерело не вказане 1906 днів].

## Основні публікації
1. Кристаллизация цинк-содержащих стекол при атмосферном и высоком давлениях/ А.С.Смоляр, Е.А.Пащенко и др.// Киев: СПД Моляр С.В., 2009 – 398 с.
2. The prospect of the formation of self-organizing surfaces of the workpieces by grinding with adaptive composites/E.Pashchenko, N.Ignatov// Proceedings of an International Technical Conference on Diamond, Cubic boron nitride and their applications  “INTERTECH - 2011”, 2-4 of May, 2011, Chicago, USA. - P. 377–384.
3. Experimental determination of the interparticle contact structure in densified iron powders/ O.A. Rosenberg, E.A. Pashchenko and A.G. Mamalis// Journal of Materials Engineering and Performance,  2012. – Vol. 21. – pp.1099–1105.
4. Инструменты из сверхтвердых материалов /под ред. Н.В. Новикова, С.А. Клименко. –  Шлифовальные инструменты из алмазов и КНБ/ Москва: Машиностроение, 2014. – С. 242-307.
5. Савченко Д.О. Пащенко Є.О., Лажевська О.В., Черненко А.Н., Малишев А.В., Найдюк Є.О. Инженерия свободного объема полимеров в абразивных инструментальных композитах – Журнал «Сверхтвёрдые материалы». 3 вып.– Киев: ИСМ им. В.Н. Бакуля, НАН Украины, 2014. – C. 36-47
6. Ductile Mode Behavior of Silicon During Scribing by Spherical Abrasive Particles/ A. Kumar, A.Kovalchenko, E.Paschenko, V.Pogue// Procedia CIRP – 2016.–V.45–P.147–150
7. The synthesis and structure of olygomers based on phenol-formaldehyde resins and montmorillonite, the influence of concentration and acidity on their structure / D.O. Savchenko, E.O. Paschenko, A.N. Chernenko, O.V. Lazhevskaya, V.N. Bichihin, N.N. Nekoval // Proceeding of 3-rd Int. Conf. on Polymer Sciences and Engineering , October 02-03 2017, Chicago, USA – October 2017,V.3, Issue 3 – P. 49.
8. С.А. Кухаренко, Е.А. Пащенко, В.Н. Ткач. Особенности межфазной границы стеклометаллических покрытий порошков сверхтвердых материалов с металлической матрицей // Сверхтвердые материалы.– 2017, № 2. – С. 43–55.
9. Патент Украины на изобретение № 119114  «Способ получения инструментального композита из сверхтвердых материалов на основе функционализированных оксидны порошков» / Е.А. Пащенко, С.А. Кухаренко, В.Н. Бычихин, О.В. Лажевская, Д.А. Савченко, И.В. Лещук, А.Н. Черненко // Опубликовано 25.04.2019, Бюл. № 8.
10. Kovalchenko, A. M., Goel, S., Zakiev, I. M., Pashchenko, E. A., & Al-Sayegh, R. Suppressing scratch-induced brittle fracture in silicon by geometric design modification of the abrasive grits. Journal of Materials Research and Technology–2019.–№8(1).–Р. 703-712.
11. Шило А.Е., Пащенко О.О. Оксідополімерні матеріали матричного типу / А.Є. Шило, Е.А. Пащенко; відп. ред. П.С. Кислий; АН УРСР. ІСМ. - Київ: Наук, думка, 1989. - 168 с. - Библиогр.: с. 163-166 (80 назв.).
12. Контактно-активні матеріали: нова перспектива для абразивних і антифрикційних композитів на полімерній основі // Матеріали надтверді. Отримання і застосування: монографія в 6 т. / Під заг. ред. Н.В. Новикова. - Київ: ІСМ ім. В.Н. Бакуля, ІСЦ «АПКОН» НАН України, 2005. -Т. 3: Композиційні інструментальні матеріали / під ред. А.Е. Шило. - С. 163-200.
13. Еволюція розподілу щільності, накопиченої деформації та топологічних особливостей порошкових циліндричних заготовок в умовах деформуючого протягування. Повідом. 1. Моделювання і аналіз розподілу щільності і накопиченої деформації в порошкових тілах, сформованих з використанням різних схем деформуючого протягування / О.А. Розенберг, ЕА. Пащенко, А.П. Майданюк та ін. // Матеріали надтверді. - 2008. - № 3. - С. 80-91.
14. Фізико-хімічні основи отримання та контактної деструкції полімер-кремнеземних абразивних композитів [Текст] : автореф. дис... д-ра. техн. наук: 05.17.11 ; 05.17.06 / Пащенко Євген Олександрович ; Національний технічний ун-т України "Київський політехнічний ін-т". - К., 1996. - 32 с.
15. Відпрацювання технології формоутворення високопористих абразивних кругів єв ропейської номенклатури з монокристалічного ко рунду прецизійним інструментом з надтвердих матеріалів для турбобудування України / В. І. Лавріненко, М. М. Шейко, Є. О. Пащенко, С. В. Рябченко // Наука та інновації. - 2018. - Т. 14, № 5. - С. 55-62.231